# BNP Paribas Open 2024
Die BNP Paribas Open 2024 waren ein Tennisturnier der WTA Tour 2024 für Damen und ein Tennisturnier der ATP Tour 2024 für Herren in Indian Wells, welche zeitgleich vom 6. bis 17. März 2024 in Indian Wells im Indian Wells Tennis Garden, Kalifornien stattfanden.

## Herrenturnier
→ Hauptartikel: BNP Paribas Open 2024/Herren
→ Qualifikation: BNP Paribas Open 2024/Herren/Qualifikation

## Damenturnier
→ Hauptartikel: BNP Paribas Open 2024/Damen
→ Qualifikation: BNP Paribas Open 2024/Damen/Qualifikation